# Sandy McPeak
Sandy McPeak (* 21. Februar 1936 in Indiana, Pennsylvania; † 31. Dezember 1997 in Nevada City, Kalifornien) war ein US-amerikanischer Schauspieler, der hauptsächlich in Fernsehserien mitspielte.

## Karriere
Sandy McPeak feierte sein Schauspieldebüt in der Fernsehserie Lawman, dabei spielte er in zwei Episoden zwei unterschiedliche Charaktere. Anschließend folgten in den 60er Jahren weitere Rollen in weiteren Serien wie Bonanza, Surfside 6, Batman und Das Geheimnis der grünen Hornisse. In den 70er Jahren spielte er hauptsächlich in Fernsehfilmen mit, aber auch in Patton – Rebell in Uniform, der bei der Oscarverleihung 1971 als Bester Film ausgezeichnet wurde, mit. In den Krimiserie CHiPs und den Actionserien Das A-Team und MacGyver war er ebenfalls in einer Folge zu sehen. Neben Elliott Gould und Howard Hesseman ist er in dem Filmdrama Angst und Einsamkeit als Lewis Curlson zu sehen. Im Jahr 1994 stand McPeak das letzte Mal vor der Kamera. Dabei spielte er in der Fernsehserie Winnetka Road die Rolle des Sterling Grace für drei Folgen.

## Filmografie (Auswahl)
- 1961: Lawman (Fernsehserie, zwei Folgen)
- 1962: Surfside 6 (Fernsehserie, Folge 2x16 The Quarterback)
- 1963: Bonanza (Fernsehserie, Folge 5x11 Das Vermächtnis)
- 1966: Das Geheimnis der grünen Hornisse
- 1967–1968: Batman (Fernsehserie, zwei Folgen)
- 1970: Patton – Rebell in Uniform (Patton)
- 1970: Stoßtrupp Gold (Kelly’s Heroes)
- 1978: Unsere kleine Farm (Little House on the Prairie, Fernsehserie, Folge 4x15 Mary geht ihren Weg)
- 1978–1981: Der unglaublicher Hulk (The Incredible Hulk, Fernsehserie, zwei Folgen)
- 1979: Drei Engel für Charlie (Charlie’s Angels, Fernsehserie, Folge 4x01 Abenteuer in der Karibik)
- 1979: Die Weiche steht auf Tod (Disaster on the Coastliner) (Fernsehfilm)
- 1981: CHiPs (Fernsehserie, Folge 4x18 The Hawk and the Hunter)
- 1983: Das Osterman Weekend (The Osterman Weekend)
- 1986: Das A-Team (The A-Team, Fernsehserie, zwei Folgen)
- 1986: Angst und Einsamkeit (Inside Out)
- 1987: MacGyver (Fernsehserie, eine Folge 2x19 Die Befreiung)
- 1987: Der Denver-Clan (Dynasty, Fernsehserie, Folge 8x07 The Primary)
- 1987–1990: Mord ist ihr Hobby (Murder, She Wrote, Fernsehserie, drei Folgen)
- 1987–1993: L.A. Law – Staranwälte, Tricks, Prozesse (L.A. Law, Fernsehserie, vier Folgen)
- 1989–1990: Die Ninja Cops (Nasty Boys, Fernsehserie, 13 Folgen)
- 1994: SeaQuest DSV (Fernsehserie, Folge 1x14 Greed for a Pirate's Dream)